# Clubiona tateyamensis
Clubiona tateyamensis là một loài nhện trong họ Clubionidae.
Loài này thuộc chi Clubiona. Clubiona tateyamensis được miêu tả năm 1989 bởi Hayashi.